# II-divisioona 2013
La II-divisioona 2013 è stata la 20ª edizione del campionato di football americano di terzo livello, organizzato dalla SAJL.

## Squadre partecipanti
| Club                     | Città        | Stadio | Sponsor ufficiale | Risultato nella stagione 2012 |
| ------------------------ | ------------ | ------ | ----------------- | ----------------------------- |
| East City Giants         | Helsinki     |        |                   |                               |
| Hämeenlinna Huskies      | Hämeenlinna  |        |                   |                               |
| Hanko Sun City           | Hanko        |        |                   |                               |
| Helsinki Wolverines II   | Helsinki     |        |                   |                               |
| Kuopio Steelers          | Kuopio       |        |                   |                               |
| Lahti Panthers           | Lahti        |        |                   |                               |
| Lappeenranta Rajaritarit | Lappeenranta |        |                   |                               |
| Mikkeli Bouncers         | Mikkeli      |        |                   |                               |
| Pori Bears               | Pori         |        |                   |                               |
| Raisio Oakmen            | Raisio       |        |                   |                               |
| Salo Scorpions           | Salo         |        |                   |                               |
| Wasa Royals              | Vaasa        |        |                   |                               |

## Stagione regolare

### Calendario

#### 1ª giornata
| Hanko 8 giugno 2013, ore 14:00 | Hanko Sun City | 29 – 23 | Kuopio Steelers | Rukki Arena |

| Lappeenranta 8 giugno 2013, ore 15:00 | Lappeenranta Rajaritarit | 20 – 0 | East City Giants | Lauritsalan kenttä |

| Hämeenlinna 8 giugno 2013, ore 16:00 | Hämeenlinna Huskies | 14 – 10 | Pori Bears | Pullerin jalkapallokentä |

| Lahti 9 giugno 2013, ore 13:00 | Lahti Panthers | 0 – 7 | Mikkeli Bouncers | Kisapuiston keinonurmi |

| Salo 9 giugno 2013, ore 15:00 | Salo Scorpions | 0 – 79 | Wasa Royals | Keskusurheilupuiston keinonurmi |

#### 2ª giornata
| Raisio 14 giugno 2013, ore 19:00 | Raisio Oakmen | 8 – 7 | Salo Scorpions | Kerttulan Urheilukenttä |

| Mikkeli 15 giugno 2013, ore 14:00 | Mikkeli Bouncers | 24 – 16 | East City Giants | Urpolan tekonurmi |

| Helsinki 15 giugno 2013, ore 14:00 | Helsinki Wolverines II | 0 – 19 | Kuopio Steelers | Velodromo di Helsinki |

| Pori 15 giugno 2013, ore 15:00 | Pori Bears | 0 – 31 | Wasa Royals | Porin urheilukeskus |

| Lahti 16 giugno 2013, ore 13:00 | Lahti Panthers | 0 – 35 | Lappeenranta Rajaritarit | Kisapuiston keinonurmi |

#### 3ª giornata
| Mikkeli 29 giugno 2013, ore 14:00 | Mikkeli Bouncers | 13 – 20 | Hanko Sun City | Urpolan tekonurmi |

| Korsholm 29 giugno 2013, ore 15:00 | Wasa Royals | 30 – 16 | Pori Bears | Botniahallin ulkokeinonurmi |

| Kuopio 29 giugno 2013, ore 15:00 | Kuopio Steelers | 76 – 0 | Lahti Panthers | Väinölänniemen stadion |

| Helsinki 29 giugno 2013, ore 15:30 | East City Giants | 6 – 31 | Helsinki Wolverines II | Velodromo di Helsinki |

| Salo 1º luglio 2013, ore 19:00 | Salo Scorpions | 0 – 16 | Raisio Oakmen | Keskusurheilupuiston keinonurmi |

#### 4ª giornata
| Salo 5 luglio 2013, ore 19:00 | Salo Scorpions | 3 – 45 | Hämeenlinna Huskies | Keskusurheilupuiston keinonurmi |

| Helsinki 7 luglio 2013, ore 13:00 | Helsinki Wolverines II | 12 – 9 | Lappeenranta Rajaritarit | Velodromo di Helsinki |

| Hanko 7 luglio 2013, ore 14:00 | Hanko Sun City | 31 – 0 | Lahti Panthers | Rukki Arena |

| Kuopio 7 luglio 2013, ore 15:00 | Kuopio Steelers | 57 – 6 | Mikkeli Bouncers | Väinölänniemen stadion |

| Raisio 7 luglio 2013, ore 16:00 | Raisio Oakmen | 7 – 70 | Wasa Royals | Kerttulan Urheilukenttä |

#### 5ª giornata
| Hanko 13 luglio 2013, ore 14:00 | Hanko Sun City | 21 – 6 | Helsinki Wolverines II | Rukki Arena |

| Vaasa 13 luglio 2013, ore 15:00 | Wasa Royals | 30 – 20 | Hämeenlinna Huskies | Kaarlen kenttä |

| Lahti 14 luglio 2013, ore 13:00 | Lahti Panthers | 28 – 12 | East City Giants | Kisapuiston keinonurmi |

| Lappeenranta 14 luglio 2013, ore 15:00 | Lappeenranta Rajaritarit | 30 – 8 | Mikkeli Bouncers | Lauritsalan kenttä |

| Raisio 14 luglio 2013, ore 16:00 | Raisio Oakmen | 7 – 25 | Pori Bears | Kerttulan Urheilukenttä |

#### 6ª giornata
| Korsholm 20 luglio 2013, ore 15:00 | Wasa Royals | 30 – 0 | Raisio Oakmen | Botniahallin ulkokeinonurmi |

| Hämeenlinna 20 luglio 2013, ore 16:00 | Hämeenlinna Huskies | 39 – 0 | Salo Scorpions | Kauriala |

| Helsinki 20 luglio 2013, ore 17:00 | East City Giants | 0 – 42 | Kuopio Steelers | Velodromo di Helsinki |

| Mikkeli 21 luglio 2013, ore 15:00 | Mikkeli Bouncers | 2 – 28 | Helsinki Wolverines II | Urpolan tekonurmi |

| Lappeenranta 21 luglio 2013, ore 15:00 | Lappeenranta Rajaritarit | 27 – 20 | Hanko Sun City | Lauritsalan kenttä |

#### 7ª giornata
| Pori 27 luglio 2013, ore 15:00 | Pori Bears | 71 – 0 | Salo Scorpions | Porin urheilukeskus |

| Kuopio 27 luglio 2013, ore 15:00 | Kuopio Steelers | 34 – 20 | Lappeenranta Rajaritarit | Väinölänniemen stadion |

| Hämeenlinna 27 luglio 2013, ore 16:00 | Hämeenlinna Huskies | 34 – 7 | Raisio Oakmen | Pullerin jalkapallokentä |

| Helsinki 27 luglio 2013, ore 17:00 | Helsinki Wolverines II | 33 – 6 | Lahti Panthers | Velodromo di Helsinki |

| Helsinki 28 luglio 2013, ore 15:00 | East City Giants | 22 – 44 | Hanko Sun City | Velodromo di Helsinki |

#### 8ª giornata
| Korsholm 3 agosto 2013, ore 15:00 | Wasa Royals | 97 – 0 | Salo Scorpions | Botniahallin ulkokeinonurmi |

| Pori 4 agosto 2013, ore 18:00 | Pori Bears | 18 – 19 | Hämeenlinna Huskies | Porin urheilukeskus |

### Classifiche
Le classifiche della regular season sono le seguenti:
- PCT = percentuale di vittorie, G = partite giocate, V = partite vinte,  P = partite perse, PF = punti fatti, PS = punti subiti

#### Girone 1
| Pos. | Squadra             | PCT   | G | V | N | P | PF  | PS  |
| ---- | ------------------- | ----- | - | - | - | - | --- | --- |
| 1    | Wasa Royals         | 1.000 | 7 | 7 | 0 | 0 | 367 | 43  |
| 2    | Hämeenlinna Huskies | .833  | 6 | 5 | 0 | 1 | 171 | 68  |
| 3    | Pori Bears          | .333  | 6 | 2 | 0 | 4 | 140 | 101 |
| 4    | Raisio Oakmen       | .333  | 6 | 2 | 0 | 4 | 45  | 166 |
| 5    | Salo Scorpions      | .000  | 7 | 0 | 0 | 7 | 10  | 355 |

#### Girone 2
| Pos. | Squadra                  | PCT  | G | V | N | P | PF  | PS  |
| ---- | ------------------------ | ---- | - | - | - | - | --- | --- |
| 1    | Hanko Sun City           | .833 | 6 | 5 | 0 | 1 | 165 | 91  |
| 2    | Kuopio Steelers          | .833 | 6 | 5 | 0 | 1 | 251 | 55  |
| 3    | Helsinki Wolverines II   | .667 | 6 | 4 | 0 | 2 | 110 | 63  |
| 4    | Lappeenranta Rajaritarit | .667 | 6 | 4 | 0 | 2 | 141 | 74  |
| 5    | Mikkeli Bouncers         | .333 | 6 | 2 | 0 | 4 | 60  | 151 |
| 6    | Lahti Panthers           | .167 | 6 | 1 | 0 | 5 | 34  | 194 |
| 7    | East City Giants         | .000 | 6 | 0 | 0 | 6 | 56  | 189 |

## Playoff

### Tabellone
|  | Wild Card | Wild Card              | Wild Card      |                     |     | Semifinali  | Semifinali  | Semifinali |  |  | III Rautamalja | III Rautamalja | III Rautamalja |  |
|  |           |                        |                |                     |     |             |             |            |  |  |                |                |                |  |
|  |           |                        |                |                     |     | 1-1         | Wasa Royals | 34         |  |  |                |                |                |  |
|  |           |                        |                |                     |     | 1-1         | Wasa Royals | 34         |  |  |                |                |                |  |
|  |           |                        | 2-2            | Kuopio Steelers     | 0   |             |             |            |  |  |                |                |                |  |
|  | 2-2       | Kuopio Steelers        | 2-2            | Kuopio Steelers     | 0   | 45          |             |            |  |  |                |                |                |  |
|  | 2-2       | Kuopio Steelers        |                |                     |     |             |             |            |  |  |                |                |                |  |
|  | 3-1       | Pori Bears             | 0              |                     |     |             |             |            |  |  |                |                |                |  |
|  | 3-1       | Pori Bears             | 0              |                     | 1-1 | Wasa Royals | 48          |            |  |  |                |                |                |  |
|  |           |                        |                |                     |     |             |             |            |  |  |                |                |                |  |
|  |           |                        | 2-1            | Hämeenlinna Huskies | 0   |             |             |            |  |  |                |                |                |  |
|  |           |                        |                | Hämeenlinna Huskies | 0   |             |             |            |  |  |                |                |                |  |
|  |           |                        |                |                     |     |             |             |            |  |  |                |                |                |  |
|  |           |                        |                |                     |     |             |             |            |  |  |                |                |                |  |
|  |           | 1-2                    | Hanko Sun City | 29                  |     |             |             |            |  |  |                |                |                |  |
|  |           |                        |                | 29                  |     |             |             |            |  |  |                |                |                |  |
|  |           |                        | 2-1            | Hämeenlinna Huskies | 48  |             |             |            |  |  |                |                |                |  |
|  | 2-1       | Hämeenlinna Huskies    | 2-1            | Hämeenlinna Huskies | 48  | 20          |             |            |  |  |                |                |                |  |
|  | 2-1       | Hämeenlinna Huskies    |                |                     |     |             |             |            |  |  |                |                |                |  |
|  | 3-2       | Helsinki Wolverines II | 0              |                     |     |             |             |            |  |  |                |                |                |  |

### Wild Card
| Hämeenlinna 10 agosto 2013, ore 16:00 | Hämeenlinna Huskies | 20 – 0 | Helsinki Wolverines II | Pullerin jalkapallokentä |

| Kuopio 10 agosto 2013, ore 17:00 | Kuopio Steelers | 45 – 0 | Pori Bears | Väinölänniemen stadion |

### Semifinali
| Hanko 17 agosto 2013, ore 14:00 | Hanko Sun City | 29 – 48 | Hämeenlinna Huskies | Rukki Arena |

| Korsholm 18 agosto 2013, ore 16:00 | Wasa Royals | 34 – 0 | Kuopio Steelers | Botniahallin ulkokeinonurmi |

### III Rautamalja
| Vaasa 25 agosto 2013, ore 14:00 | Wasa Royals | 48 – 0 | Hämeenlinna Huskies | Kaarlen kenttä |

## Verdetti
- Wasa Royals Vincitori del Rautamalja 2013